# Домінік Райманн
Домінік Райманн (нім. Dominik Reimann, нар. 18 червня 1997, Мюнстер, Німеччина) — німецький футболіст, воротар клубу «Магдебург».

## Ігрова кар'єра

### Клубна
Домінік Райманн почав займатися футболом у своєму рідному місті Мюнстер. У 2004 році він приєднався до клубної академії дортмундської «Боруссії». Перед сехоном 2016/17 воротар був внесений до дублюючого складу дотмундців для виступів у Регіональній лізі. Наступного сезону Райманн був заявлений до першої команди. Але в основі «Боруссії» воротар не зіграв жодного матчу.
Після завршення контракту з «Боруссією» влітку 2018 року Райманн як вільний агент перейшов до клубу «Гольштайн». Першу гру в новій команді воротар провів 15 березня 2019 року проти «Ерцгебірге Ауе». Після того він постійно грав в основі до кінця сезону.
Влітку 2021 року також на правах вільного агента Райманн перейшов до іншого клубу Другої Бундесліги — «Магдебург», де одразу зайняв місце в основі команди.

### Збірна
У жовтні 2014 року Домінік Райманн отримав виклик до юнацької збірної Польщі (U-18). Але на пллі того разу так і не з'явився.
В подальшому Райманн виступав за юнацькі збірні Німеччини. В липні 2016 року він брав участь у юнацькому чемпіонаті Європи (U-19). У наступному році у складі збірної Німеччини (U-20) Райманн грав на чемпіонаті світу (U-20) у Південній Кореї.

## Титули
Магдебург
- Переможець Ліги 3: 2021/22